# Verband der Bibliotheken des Landes Nordrhein-Westfalen

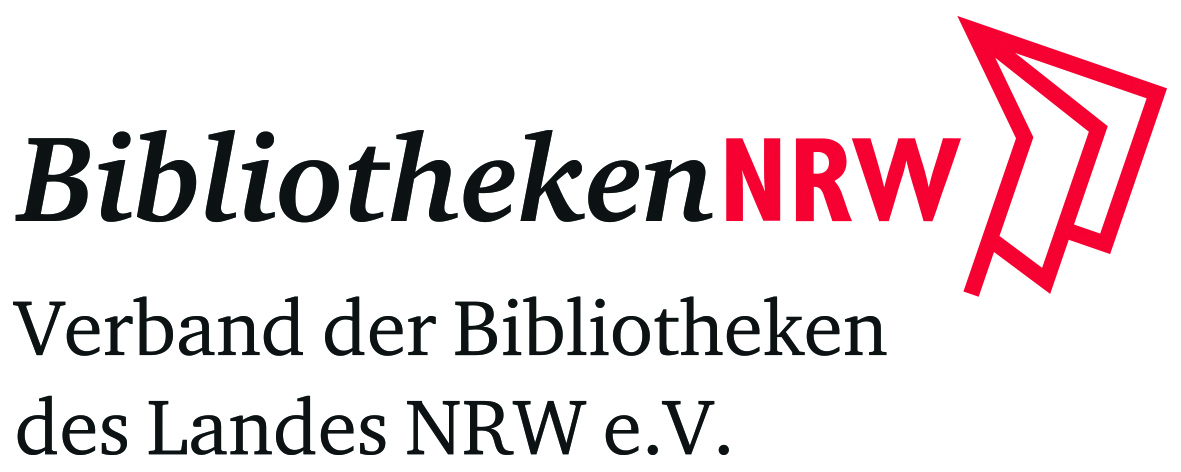
Logo des vbnw

Der Verband der Bibliotheken des Landes Nordrhein-Westfalen e.V. (vbnw) ist der spartenübergreifende Interessenverband von etwa 350 nordrhein-westfälischen Bibliotheken.
Der 1947 gegründete Verband hat die Rechtsform eines eingetragenen Vereins. Zu seinen Mitgliedern zählen Öffentliche Bibliotheken ebenso wie Hochschul- und Spezialbibliotheken. Dem Vorstand gehören Vertreter der Wissenschaftlichen und Öffentlichen Bibliotheken sowie ihrer Träger an. Der Verband agiert mit einer Doppelspitze: Vorsitzende für die Öffentlichen Bibliotheken ist Heike Pflugner, Leiterin der Stadtbibliothek Solingen, Vorsitzender für die Wissenschaftlichen Bibliotheken Dr. Ulrich Meyer-Doerpinghaus, Direktor der Universitäts- und Landesbibliothek Bonn. Als Präsidentin des vbnw fungiert seit 2022 die Landtagsabgeordnete Christina Osei.
Der vbnw versteht sich als Interessenvertretung der Mitgliedsbibliotheken gegenüber der Öffentlichkeit und den politischen Entscheidungsträgern. Er organisiert Arbeitsgemeinschaften für die verschiedenen Bibliothekssparten (Universitätsbibliotheken, Fachhochschulbibliotheken, Großstadtbibliotheken, drei regional verteilte AGs für Klein-, Mittelstadt- und Kreisbibliotheken sowie für kirchliche Öffentliche Bibliotheken). Außerdem gibt es eine Kommission für Aus- und Fortbildung.
Der durch Mitgliedsbeiträge und Zuwendungen des Landes finanzierte vbnw gibt die vierteljährlich erscheinende Fachzeitschrift ProLibris heraus und organisiert Fortbildungen und Fachveranstaltungen.

## Nacht der Bibliotheken
Seit 2005 veranstaltet der vbnw alle zwei Jahre in NRW die Nacht der Bibliotheken. Über 200 Bibliotheken haben anlässlich dieser Veranstaltung ihre Häuser länger geöffnet und bieten ein abwechslungsreiches Programm. Die nächste Nacht der Bibliotheken findet am 4. April 2025 in ganz Deutschland statt und wird dann erstmalig vom Deutschen Bibliotheksverband organisiert.
Jede Nacht der Bibliotheken steht unter einem bestimmten Motto, um bibliotheksrelevante Themen in den Fokus der Öffentlichkeit zu stellen:
- 2023: grenzenlos!
- 2021: Mitmischen!
- 2019: Mach es!
- 2017: The place to be!
- 2015: eMotion – Bibliotheken bewegen!
- 2013: Deine Bibliothek – wilder als Du denkst!
- 2011: Total verknallt in Bibliotheken
- 2009: Bibliotheken bauen Brücken
- 2007: Bibliotheken sind mordsspannend
- 2005: Bibliotheken bringen Licht ins Dunkel